# Lift Me Up
Lift Me Up je píseň amerického zpěváka Mobyho. Dosáhla úspěchu v mnoha zemích, včetně Itálie, Velké Británie, Francie, Belgie, Dánsko, Finska a Španělska, kde byl singl v první desítce hitů tamních hitparád. Pořadatelé každoročně konaného tajného závodu mobedů Race of Champions si píseň vybrali jako svoji hymnu.